# Zdena Borisová
Zdena Borisová (* 4. dubna 1954) byla slovenská a československá politička a bezpartijní poslankyně Sněmovny národů Federálního shromáždění za normalizace.

## Biografie
K roku 1986 se profesně uvádí jako dělnice. Ve volbách roku 1986 zasedla do slovenské části Sněmovny národů (volební obvod č. 108 - Brezno, Středoslovenský kraj). Ve Federálním shromáždění setrvala do konce funkčního období, tedy do svobodných voleb roku 1990. Netýkal se jí proces kooptací do Federálního shromáždění po sametové revoluci.